# غردنغاه قوتشمي (مقاطعة إسلام آباد غرب)
غردنغاه‌قوتشمي (بالفارسية: گردنگاه‌قوچمی) هي قرية تقع في كرمانشاه في إيران. يقدر عدد سكانها بـ 686 نسمة بحسب إحصاء 2016.